# SES-7
SES-7 (früher ProtoStar 2, Galaxy 8iR und Indostar 2, auch Cakrawarta 2) ist der Name eines Telekommunikationssatelliten des Satellitenbetreibers SES S.A.

## Auftrag und Entwicklung
Der Satellit sollte ursprünglich Galaxy-8iR heißen und wurde von Boeing für PanAmSat gebaut. Dieser Vertrag wurde 2002 von PanAmSat gekündigt, nachdem es zu Meinungsverschiedenheiten zwischen den beiden Unternehmen gekommen war.
Am 14. Januar 2008 gab Boeing Satellite Systems bekannt, dass die Firma den Satelliten ProtoStar 2 für ProtoStar bauen würde. Es handelte sich dabei um den fast fertiggestellten Galaxy 8iR, der für ProtoStar modifiziert wurde.

## Technische Daten
ProtoStar 2 basiert auf dem Satellitenbus 601HP von Boeing und lieferte am Anfang seiner auf 15 Jahre geplanten Lebensdauer fast 10 kW elektrische Leistung. Seine Startmasse betrug 3900 kg, die Masse in der Umlaufbahn 3087 kg. Der Satellit trägt 13 S-Band-Transponder (10 in Betrieb, 3 in Reserve) und 27 Ku-Band-Transponder (22 in Betrieb, 5 in Reserve). Die Energieversorgung erfolgt mit zwei Solarzellenflächen von 26 m Spannweite und 30 NiH-Akkumulatoren. Der Satellit selbst ist etwa 4 m hoch und 2,7 × 3,6 m breit. Für das Ku-Band stehen eine Antenne von 272 cm und eine von 127 cm Durchmesser zur Verfügung. Die Sendeantenne für das S-Band hat ebenfalls einen Durchmesser von 272 cm Durchmesser, außerdem gibt es noch eine Empfangsantenne für das X-Band von 127 cm Durchmesser.
Die Leitstelle wurde von der Firma Integral Systems erstellt. Die Hauptstation wurde in Indonesien installiert und von Indovision bedient, die Ersatzstation wurde in Singapur installiert, wo sich auch die Bodenstation für ProtoStar 1 befand, und von SingTel bedient. Beide Stationen wurden mit einer 13-m-Antenne ausgestattet.

## Betrieb für ProtoStar
ProtoStar 2 wurde am 16. Mai 2009 von einer Proton-Trägerrakete in einen Geotransfer-Orbit gestartet. Der Satellit brachte sich durch seinen eigenen Antrieb in eine geostationäre Position über Indien bei 107,7 Grad Ost und versorgte von dort aus Indonesien, Indien, die Philippinen und Taiwan mit Satellitenfernsehen. Die S-Band-Transponder wurden dabei an die indonesische Firma Indovision vermietet. Aus diesem Grund wurde der Satellit auch Indostar 2 oder Cakrawarta 2 genannt. Nach den üblichen Tests übergab Boeing den Satelliten am 16. Juni 2009 an den Betreiber ProtoStar.

## Versteigerung und Betrieb für SES
Da ProtoStar 2 noch keinen Umsatz erzielen konnte, und ProtoStar 1 seit April 2009 keine Sendelizenz mehr hatte, hatte die Firma ProtoStar nicht genügend Einnahmen und kam in finanzielle Schwierigkeiten. Sie meldete am 29. Juni 2009 Konkurs an. Als Teil der Konkursmasse wurden die beiden funktionsfähigen Satelliten ProtoStar 1 und ProtoStar 2 versteigert.
Nach wie vor hatte Indovision Nutzungsrechte an den S-Band-Transpondern von ProtoStar 2, so dass die Kaufinteressenten bei einer Umpositionierung darauf Rücksicht nehmen mussten. Eine Verschiebung von 107,7° Ost auf die SES-Position 108,2° Ost wäre noch möglich, während eine Verschiebung auf die AsiaSat-Position 105,5° Ost eine S-Band-Versorgung von Indonesien zu den bisherigen Bedingungen unmöglich gemacht hätte.
In der Auktion am 16. Dezember 2009 sicherte sich SES für 185 Millionen Dollar den Satelliten ProtoStar 2. SES überbot dabei AsiaSat, den einzigen Mitbieter. Intelsat hatte zwar Interesse gezeigt, nahm dann aber nicht aktiv an der Auktion teil.
Die Formalien zogen sich bis Mai 2010 hin, danach wurde ProtoStar 2 in SES-7 umbenannt und auf 108,2° Ost positioniert, um den Satelliten NSS-11 im Netz der SES World Skies zu unterstützen.